# Jean-Marie Durand (journaliste)
Pour les articles homonymes, voir Jean-Marie Durand et Durand.
 (octobre 2016).
Jean-Marie Durand, né le 26 août 1965 à Paris, est un journaliste français. 

## Biographie
Il a été rédacteur en chef adjoint au magazine Les Inrockuptibles de 1997 à 2018 où il a écrit les champs des médias, des idées et de l'art. Il est à l'origine du nom du magazine, un mot-valise qui permet d'insérer le mot « rock ».  
Il est diplômé de l'Institut d'études politiques de Paris (promotion 1990) et titulaire d'un diplôme d'études approfondies ès études politiques (1992).  
Sensible au travail inventif de nombreux auteurs de télévision[non neutre], il défend le principe d'une télévision de création en dépit de ses contraintes industrielles et de ses nombreux renoncements. 
Soucieux de traduire, dans un magazine culturel, les enjeux qui traversent le monde médiatique, soumis notamment à la révolution numérique[non neutre], il s'intéresse aux nouvelles formes d'écriture télévisuelle et numérique.
En octobre 2019, il publie une enquête sur le monde intellectuel français aux éditions La Découverte.

## Critiques
En 2007, L'association de critique des médias, Acrimed, l'accuse d'avoir « copié sournoisement » un article du Monde Diplomatique consacré au rapport qu'entretient Nicolas Sarkozy aux médias et relève « d'étranges similitudes ». Jean-Marie Durand reconnaît avoir lu l'article original et se défend en déclarant : « Il y a des ressemblances, mais c’est quelque chose qui arrive souvent. Combien de fois il m’est arrivé de retrouver des articles des Inrocks ailleurs ».
Le 18 février 2017, il est interrogé par l'émission Stupéfiant ! à propos de la couverture des Inrockuptibles consacrée à Mehdi Meklat à la suite de la découverte de dizaines de tweets racistes, homophobes et sexistes. Jean-Marie Durand se défend en déclarant : « Je pense que le discours de Mehdi nous intéressait et qu'on l'a accompagné. Moi, comme tout le monde, sommes tombés de haut. Je n'étais pas au courant ».

## Ouvrages
- Le Cool dans nos veines, éditions Robert Laffont, 2015[7].
- 1977 année électrique, Robert Laffont, 2017
- Homo Intellectus, La Découverte, 2019.